# شخصية أ وشخصية ب
نظرية شخصية أ وشخصية ب نظرية من نظريات علم النفس التحليلي ظهرت في 1950 وتعرَف أحياناً بـ (نظرية أندرو جولدسميث) والتي تصف نوعين مختلفين من الشخصيات: الشخصية المتنافسة (أ) والشخصية الهادئة (ب).
وعلى الرغم من كل الانتقادات التي وجهت للنظرية، فان الكثير من الباحثين لا زالوا مستمرين في استخدام مصطلح الشخصية (أ) والشخصية (ب) لوصف الشخصيات. وهناك الكثيرين ممن يعتقدون بأن الإنسان ذو الشخصية (أ) معرّض بشدة للإصابة بأمراض القلب.

## التاريخ
شخصية (أ) وُصفت للمرة الأولى كعامل مؤدي إلى أمراض القلب في أوائل الخمسينيات عن طريق دكتور القلب (ماير فريدمان). بعد دراسة استمرت لمدة 8 أعوام ونصف أجريت على رجال أصحّاء أعمارهم بين الـ 35 و59، ورجّحَ (فريدمان) بأن شخصية (أ) تضاعف نسبة الإصابة بمرض القلب. نتيجة هذا البحث أدّت إلى نشوء «علم النفس الصحي» والذي يختبر تأثير عقلية الإنسان وتفكيره على صحته.

## شخصية (أ)
النظرية تصف أفراد الـ (أ) بأنهم طموحون، ميالون للهجوم، ذوو حس إداري، متحكمون، شديدو التنافس، قليلو الصبر، ومنشغلون دائماً بذواتهم ويقدّرون الوقت كثيراً، ومصابين بالغرور بعض الشيء. عادة ما يكونوا أيضاً مدمنون لأشغالهم ويتنافسون لتحقيق الأهداف ويكرهون تأجيل الأمور ويستطيعون العمل بأشياء عدة في نفس الوقت.
في كتابه عام 1996، (شخصية أ: التشخيص والعلاج) فرايدمان اقترح بأن شخصية (أ) لديهم ثلاثة أعراض:
1- العدوانية التي يمكن أن تنشأ لأتفه الأسباب. 
2- اهتمامهم بالوقت شديد جداً وغير صبورين مما يسبب لهم عادة مشاكل ويثيرهم التأخير كثيراً.. 
3- الحس التنافسي الكبير، والذي يؤدي إلى ضغط متواصل وتفكير دائم بالنجاح والتغلب على الآخر.

## شخصية (ب)
شخصية (ب) معاكسة تماماً لشخصية (أ) في كل شيء أصحاب هذه الشخصية عادة ما يكونوا صبورين، هادئين، غير مبالين كثيراً بالوقت، ويهتمون كثيراً بمشاعر الآخرين، ولا يتمتعون بالحس التنافسي فهم يهتمون أكثر بالأستمتاع بالمبارة دون المبالة بالفوز أو الخسارة. 
ونظراً لخصائصهم هذه، يشعرون بأن شخصيات (أ) هم أناس غير مبالين بالآخرين ولا يهتموا بمحيطهم.

## انتقادات
تم انتقاد هذه النظرية من قِبل بعض علماء الرياضيات والأطباء والعلماء، ولهذا يعتقد الكثير من الباحثين ببطلان هذه النظرية في الزمن الحالي. بعض علماء الإحصاء ينتقدون البحث الأصلي لـ«فريدمان» ويقولون بأن عينة الدراسة كانت غير متكافئة. ومن الانتقادات أيضاً بأن عينة الدراسة كانت فقط على مجموعة من الشباب الذكور وبدون أخذ عامل التغذية والصحة العامة بعين الاعتبار. فكان السؤال هو هل نستطيع تعميم نتائج هذه الدراسة على كل الذكور والإناث أيضاً..؟ وقد وجد باحثون أيضاً بأن لا ربط هناك بين شخصية (أ) والإصابة بأمراض القلب. وطِبقاً لدراسة في جامعة ديوك فان العدوانية هي العامل الوحيد من شخصية (أ) الذي من المحتمل أن يكون سبب للإصابة بأمراض القلبK أي المستوى العالي من العصبية والضغط هو السبب وليس كل عناصر شخصية (أ).

## إضافة لاحقة تعرف بـ: شخصية (ج)
شخصية (ج)، وهي الشخصية التي تميل إلى السلبية (قلِقة، سريعة الإثارة، كئيبة..إلخ) وأيضاً تميل إلى التحفظ عن إبداء الرأي في الكثير من الأمور وغير واثقة كثيراً في نفسها. جاءت التسمية بشخصية (ج) من المفردة الإنجليزية (Distress). أفراد شخصية (ج) يميلون للمشاعر السلبية في حياتهم اليومية ولا يحبذون مشاركة هذه المشاعر مع الآخرين، خوفاً من رفض المجتمع لهم أو وضعهم تحت مجهر الانتقاد والتجريح. بعد دراسة بحثية قام بها دكتور علم النفس الطبي الهولندي (جون دينوليت)، وجدَ بأن 21٪ من المجتمع يمثلون شخصية (ج). أما في عينة مرضى القلب فشكلوا ما نسبته 53٪ من المرضى.
وأظهرت البحوث بأن مصابي القلب والذي تكون شخصيتهم (ج) يعانون أكثر في التشافي مقارنة بالشخصيات الأخرى، كما أن معدل الوفاة عندهم بسبب أمراض القلب يصل إلى 4 أمثال المرضى الآخرين..
يقيّم الباحثون شخصية (ج) بناءً على اختبار موثق يتكون من 14 سؤال يُسمى بـ (مقياس شخصية د). سبعة أسئلة منه تُعنى بالسلوك السلبي، والـسبعة الأسئلة الأخرى تُعنى بالتحفظ الشديد مع المجتمع. من يحصل على 10 نقاط من 14 يُصنّف بأنه شخصية (ج). يستخدم هذا الاختبار في العيادات للكشف عن خطر الإصابة بأمراض القلب.